# Andreas Grimm
Andreas Grimm (* 1962 in Koblenz) ist ein deutscher Komponist und Hochschullehrer.

## Biografie
Andreas Grimm absolvierte 1981 sein Abitur und studierte anschließend von 1983 bis 1991 Musikwissenschaft, Ethnologie und Anglistik in Köln und London. Bereits während seines Studiums arbeitete er als Komponist und schrieb Musik für die Comedy-Theater-Gruppe „Die Niegelungen“. Von 1988 bis 1992 arbeitete er als Autor beim Hörfunk und bei der Mainzer Rhein-Zeitung. Seit 1994 ist er als freier Komponist, Pianist und Musikproduzent tätig. So schrieb er die Musik zu vielen Fernsehshows, darunter Die Wochenshow, Ladykracher, Die Sketch Show und Pastewka.
Grimm war als musikalischer Leiter und Keyboarder mit Musikern wie Lena Meyer-Landrut und Max Mutzke und mit der Band Fred Kellner und die famosen Soulsisters auf Tournee. Mit seiner Musik zu der Komödie Der WiXXer debütierte Grimm 2004 als Filmkomponist für einen Langspielfilm. Dafür wurde er mit dem Preis der deutschen Filmkritik ausgezeichnet.
Grimm war zwischen 1994 und 2005 mit der Komikerin Anke Engelke verheiratet und hat mit ihr eine Tochter, außerdem einen Sohn aus einer weiteren Partnerschaft.
Er unterrichtet seit dem Jahr 2008 als Professor für Medienkomposition am Institut für Musik und Medien an der Robert Schumann Hochschule Düsseldorf.

## Filmografie (Auswahl)
- 1996–2011: Die Wochenshow
- 2002–2004: Axel!
- 2002–2013: Ladykracher
- 2004–2006: Axel! will’s wissen (Fernsehserie)
- 2004: Der WiXXer
- 2004: Die Nacht der lebenden Loser
- seit 2005: Pastewka (Fernsehserie)
- 2007: Hilfe! Hochzeit! – Die schlimmste Woche meines Lebens (Fernsehserie)
- 2007: Kinder, Kinder (Fernsehserie)
- 2007–2009: Fröhliche Weihnachten! – mit Wolfgang & Anneliese
- 2008: Zwei Weihnachtsmänner
- 2013: Ritter Rost – Eisenhart & voll verbeult
- 2013: Blaubär Mix & Fertig
- 2015: Ellerbeck (Fernsehserie)
- 2015: Einmal Hallig und zurück (Fernsehfilm)
- 2017: Ritter Rost – Das Schrottkomplott
- 2020: Pan Tau (Fernsehserie, 2020)
- 2023: LOL: Last One Laughing (Amazon)[2]